# Perigrapha
Perigrapha är ett släkte av fjärilar och ingår i familjen nattflyn.

## Artlista
Enligt Catalogue of Life (i bokstavsordning):
- Perigrapha albilinea
- Perigrapha brunnea
- Perigrapha centralasiae
- Perigrapha cilissa
- Perigrapha cincta
- Perigrapha circumducta
- Perigrapha craspedophora
- Perigrapha duktana
- Perigrapha flora
- Perigrapha hoenei
- Perigrapha icinctum
- Perigrapha irkuta
- Perigrapha kofka
- Perigrapha mithras
- Perigrapha nyctotimia
- Perigrapha pallescens
- Perigrapha pallida
- Perigrapha plumbeata
- Perigrapha rorida[2]
- Perigrapha scriptobella
- Perigrapha slovenica
- Perigrapha sugitanii
- Perigrapha triangulifera
- Perigrapha uniformis
- Perigrapha unimaculata
- Perigrapha yoshimotoi